# Мелих, Лукаш
Лукаш Мелих (чеш. Lukáš Melich; 16 сентября 1980, Йилемнице) — чешский легкоатлет, метатель молота. Бронзовый призер чемпионата мира 2013 года.
Первым международным турниром в котором спортсмен принял участие была Всемирная летняя Универсиада в Тэгу в 2003 году, на которой Лукаш занял 4-е место. В 2005 году на чемпионате мира в Хельсинки, в 2006 году на чемпионате Европы в Гётеборге и в 2009 году на чемпионате мира в Берлине не выходил в финальные соревнования из сита квалификации. На Олимпийских играх 2008 года в Пекине занял предпоследнее — 29 место. В 2012 году на Олимпийских играх в Лондоне занял 6-е место. В 2013 году на чемпионате мира в Москве в третьей попытке финала метнул снаряд на 79.36 метра, что сразу вывело его на третье место, которое в итоге за ним и осталось.

## Основные результаты
| Год  | Турнир                       | Место проведения       | Место | Результат |
| ---- | ---------------------------- | ---------------------- | ----- | --------- |
| 1998 | Чемпионат мира среди юниоров | Аннеси, Франция        | 10    | 61.51     |
| 2003 | Универсиада                  | Тэгу, Южная Корея      | 4     | 71.26     |
| 2005 | Чемпионат мира               | Хельсинки, Финляндия   | 15    | 74.53     |
| 2006 | Чемпионат Европы             | Гётеборг, Швеция       | 15    | 73.77     |
| 2008 | Олимпийские игры             | Пекин, Китай           | 29    | 70.56     |
| 2009 | Чемпионат мира               | Берлин, Германия       | 14    | 74.47     |
| 2012 | Чемпионат Европы             | Хельсинки, Финляндия   | 28    | 68.92     |
| 2012 | Олимпийские игры             | Лондон, Великобритания | 6     | 77.17     |
| 2013 | Чемпионат мира               | Москва, Россия         | 3     | 79.36     |